# Ktesifon
 Der er for få eller ingen kildehenvisninger i denne artikel, hvilket er et problem. Du kan hjælpe ved at angive troværdige kilder til de påstande, som fremføres i artiklen.

Ktesifon er en ruinby, som ligger nær Tigris ca. 30 km sydøst for Bagdad i Irak, der engang var hovedstaden i Sassanideriget. Ktesifon var dengang en af de største byer i verden.
De eneste synlige rester af byen er dele af det store palads, hvor resterne af en stor hvælving kaldes Ktesifonporten. 
I 637 indtog og plyndrede araberne Ktesifon og omkringliggende byer. Inden længe havde de erobret hele Mesopotamien, og i 762 byggede de en ny regeringsby 30 km oppe ad floden – Bagdad.
I første verdenskrig fandt et stort slag mellem osmannerne og briterne sted i Ktesifon 22.-25. november 1915. Det endelige udfald af kampen blev Iraks løsrivelse fra det Osmanniske Rige, og siden dets selvstændighed.